# 太清 (年號)
太清（547年四月—549年十二月）是梁武帝萧衍的第七个年号，共计2年餘。
太清三年五月简文帝蕭綱即位沿用。
梁朝湘东王萧绎即后来的梁元帝割据荆州，以萧纲被侯景挟持为由不承认他的大宝年号，延用太清年号至六年十一月。武陵王萧纪割据益州，用至六年四月。

## 大事记
- 太清二年八月——侯景之乱：东魏降将侯景勾结京城守将萧正德，举兵谋反。

## 逝世
- 太清三年——蕭衍，南朝梁武帝（生於464年）。
- 太清三年——蕭方等，梁元帝長子（生於528年）。
- 太清三年——徐昭佩，梁元帝正妻。

## 纪年
| 太清 | 元年  | 二年  | 三年  | 四年  | 五年  | 六年  |
| ---- | ----- | ----- | ----- | ----- | ----- | ----- |
| 公元 | 547年 | 548年 | 549年 | 550年 | 551年 | 552年 |
| 干支 | 丁卯  | 戊辰  | 己巳  | 庚午  | 辛未  | 壬申  |

## 参看
- 中国年号索引
- 同期存在的其他政权年号
  - 正平（548年十一月—549年六月）：南朝梁政權臨賀王蕭正德的年号
  - 武定（543年正月—550年五月）：東魏政权東魏孝靜帝元善見年号
  - 大統（535年正月—551年十二月）：西魏政权西魏文帝元宝炬年号
  - 天德（544年—548年）：越南君主李賁的年号
  - 章和（531年—548年）：高昌政权麴坚年号
  - 永平（549年—550年）：高昌政权麴玄喜年号
  - 建元（536年—551年）：新羅真興王的年号